# Cristian Mandeal
Cristian Mandeal (* 18. April 1946 in Rupea, Târnava Mare, Rumänien) ist ein rumänischer Musiker, Pianist und Dirigent. Von 1991 bis 2010 war er Leiter der George Enescu Philharmoniker aus Bukarest.

## Leben
Cristian Mandeal  studierte Piano, Komposition und Dirigieren am Liceul de Muzică in Brașov und an der Academia de Muzică din București von 1965 bis 1974. Er perfektionierte seine Fähigkeiten 1980 in Berlin bei Herbert von Karajan und 1990 in München unter Sergiu Celibidache. 

## Künstlerische Laufbahn

### Karriere in Rumänien
- Ständiger Dirigent der "Constantin Silvestri"-Philharmoniker in Târgu Mureș von 1977 bis 1980;
- Ständiger Dirigent der Staatlichen Philharmaniker "Transilvania" in Cluj-Napoca von 1980 bis 1987;
- Künstlerischer Direktor des George Enescu Internationalen Festivals und Wettbewerbs im Jahre 2001 und 2003.
- Leiter der "George Enescu" Philharmoniker in Bukarest von 1991 bis 2010;

### Karriere im Ausland
- Künstlerischer Direktor des Orquesta Sinfónica de Euskadi in Spanien;
- Erster Gastdirigent des Hallé-Orchesters in Manchester, England;
- Künstlerischer Direktor des Nördlichen Symphonieorchesters (Northern Symphony Orchestra) in Haifa, Israel bis im Sommer des Jahres 2002;
- Hausdirigent des Haydn-Orchesters in Bozen und Trento, Italien, bis im Winter des Jahres 2003;
- Erster Gastdirigent der Philharmoniker aus Kopenhagen, Dänemark ab August 2007;

## Preise und Auszeichnungen
- Der Preis des Komponistenverbandes von Rumänien;
- Der Ionel Perlea Preis;
- Die Medaille der Rumänischen Akademie;
- Die Hochkarätige Auszeichnung des Rumänischen Musik-Forums für Popularisierung der Oper Oedipus von George Enescu;